# Список вулиць Донецька (У)
| Назва           | тип  | Колишні назви            | Район(и)                  | Місцевість | Джерела |
| --------------- | ---- | ------------------------ | ------------------------- | ---------- | ------- |
| Узбецька        | вул. |                          | Калінінський              |            |         |
| Університетська | вул. | 6-а лінія, Скотопрогонна | Ворошиловський, Київський | Центр      |         |